# 2010年のメジャーリーグベースボール
2010年のメジャーリーグベースボールでは、2010年のメジャーリーグベースボール（MLB）におけ動向をまとめる。
2009年のメジャーリーグベースボール - 2010年のメジャーリーグベースボール - 2011年のメジャーリーグベースボール

## できごと

### 1月
- 6日
  - 通算438本塁打、314盗塁のアンドレ・ドーソンが野球殿堂入り[1]
- 8日
  - フィラデルフィア・フィリーズからFAのブレット・マイヤーズがヒューストン・アストロズと1年500万ドルで契約合意[2]
- 9日
  - ロサンゼルス・エンゼルス・オブ・アナハイムからFAのブラディミール・ゲレーロがテキサス・レンジャースと1年600万ドルで契約合意[3]
- 10日
  - キューバから亡命のアロルディス・チャップマンがシンシナティ・レッズと5年総額2000万ドルで契約で合意したことをMLB公式サイトが伝えた[4]
- 11日
  - セントルイス・カージナルスの打撃コーチのマーク・マグワイアが現役時代の1989年からステロイドなどの薬物を使用していたことを認め、謝罪した。マグワイアは通算583本塁打で、1993年には当時のMLB記録を更新する70本塁打を記録していた[5]
- 14日
  - ヒューストン・アストロズからFAのホセ・バルベルデがデトロイト・タイガースと2年総額1400万ドルで契約合意[6]
- 20日
  - セントルイス・カージナルスからFAのジョエル・ピネイロがロサンゼルス・エンゼルス・オブ・アナハイムと2年総額1600万ドルで契約合意[7]
- 23日
  - ヒューストン・アストロズからFAのミゲル・テハダが3年前まで所属していたボルチモア・オリオールズと1年600万ドルで契約合意[8]
- 26日
  - サンディエゴ・パドレスは前ロサンゼルス・ドジャースのジョン・ガーランド1年530万ドルで契約合意[9]
  - ミルウォーキー・ブルワーズからFAのベン・シーツがオークランド・アスレチックスと年俸10000万ドルで契約合意[10]
  - ロサンゼルス・ドジャースからFAのジム・トーミがミネソタ・ツインズと年俸150万ドルで契約合意[10]
- 27日
  - サンフランシスコ・ジャイアンツからFAのランディ・ウィンがニューヨーク・ヤンキースと1年200万ドルで契約合意[11]
- 29日
  - MLB機構は薬物規定違反でフロリダ・マーリンズ傘下のAAA級選手のアダム・カムと、FAのデュアネル・ジョーンズがそれぞれ50試合の出場停止処分を科した。カムは今季開幕から、ジョーンズは所属球団が決まり次第となる[12]

### 2月
- 11日
  - ニューヨーク・メッツはNPB読売ジャイアンツからFAの高橋尚成とマイナー契約したことを発表[13]
  - アトランタ・ブレーブスは通算305勝投手のトム・グラビンの正式な現役引退と同球団の社長補佐への就任を発表[14]
  - MLB機構はテキサス・レンジャース傘下のマイナー選手のダニエル・グティエレスを薬物規定違反で今季開幕から50試合出場停止処分を科した[15]。
- 16日
  - ニューヨーク・ヤンキースからFAの王建民がワシントン・ナショナルズと1年200万ドルで契約合意したことを複数のメディアが報じた[16]。
- 20日
  - 年俸調停となった8選手の裁定がすべて終了し球団側に裁定が8件、選手側に裁定が3件となった[17]。
- 22日
  - ニューヨーク・ヤンキースからFAのジョニー・デーモンがデトロイト・タイガースと1年800万ドルで契約合意[18]。
  - 前フィラデルフィア・フィリーズの朴賛浩はニューヨーク・ヤンキースと1年契約を結んだことを自身のウエブサイトで明らかにした[19]。

### 3月
- 18日
  - MLB機構は薬物規定違反でクリーブランド・インディアンスの傘下のマイナーのジェフリー・クレトに50試合、シカゴ・カブス傘下のマイナーのグレゴリオ・ロブレスに100試合、それぞれ開幕からの出場停止処分を科した[20]

### 4月
- 14日
  - マイアミ・マーリンズのホルヘ・カントゥが対シンシナティ・レッズ戦でMLB新記録の開幕から9試合連続安打と打点、打点が公式記録となった1920年以降のMLB新記録[21]
- 17日
  - コロラド・ロッキーズのウバルド・ヒメネスが対アトランタ・ブレーブス戦で球団史上初のノーヒットノーラン達成[22]
- 20日
  - コロラド・ロッキーズの球団社長のケリー・マグレガーが出張先のユタ州ソルトレイクシティのホテルで急死[23]

### その他のできごと
- ミネソタ州ミネアポリスに、ミネソタ・ツインズの新たな本拠地となるターゲット・フィールドが完成。4月22日にはボストン・レッドソックスとの初の公式戦が行われた。
- 1月23日、テキサス・レンジャーズを所有するトム・ヒックス及びその運営会社と、ノーラン・ライアン及び弁護士チャック・グリーンバーグの共同経営する投資グループとの間での球団売却の合意が発表[24]。ヒックス側の債権者やMLB機構との間の交渉が纏まらなかったが、5月24日にヒックスが連邦倒産法第11章の適用を申請。8月4日に売却の入札が行われ、ライアンらの運営会社が3億8500万ドルで落札。同12日にMLBによって所有権の委譲が承認された[25]。

## 監督人事

### シーズン開幕までの変更
| チーム | 新任監督         | 前任監督           | 前職                    |
| ------ | ---------------- | ------------------ | ----------------------- |
| CLE    | マニー・アクタ   | エリック・ウェッジ | 前年までWSH監督         |
| HOU    | ブラッド・ミルズ | デーブ・クラーク   | 前年までBOSベンチコーチ |

### シーズン中の変更
| 日付     | チーム | 新任監督                   | 前任監督                   | 前職                                             |
| -------- | ------ | -------------------------- | -------------------------- | ------------------------------------------------ |
| 05月13日 | KC     | ネッド・ヨスト             | トレイ・ヒルマン           | 2008年までMIL監督                                |
| 06月04日 | BAL    | フアン・サミュエル（代行） | デーブ・トレンブリー       | BAL三塁コーチ                                    |
| 06月23日 | FLA    | エドウィン・ロドリゲス     | フレディ・ゴンザレス       | ニューオーリンズ・ゼファーズ（FLA傘下AAA級）監督 |
| 07月01日 | ARI    | カーク・ギブソン           | A・J・ヒンチ               | ARIベンチコーチ                                  |
| 08月03日 | BAL    | バック・ショーウォルター   | フアン・サミュエル（代行） | ESPN解説者、2006年までARI監督                    |
| 08月09日 | SEA    | ダレン・ブラウン（代行）   | ドン・ワカマツ             | タコマ・レイニアーズ（SEA傘下AAA級）監督         |
| 08月22日 | CHC    | マイク・クワーディ         | ルー・ピネラ               | CHC三塁コーチ                                    |

## 達成された記録

### 主な打者の記録
- 4月10日
  - ロサンゼルス・ドジャースのマニー・ラミレスがフロリダ・マーリンズ戦で通算2500安打、史上91人目[26]。
- 4月12日
  - ワシントン・ナショナルズのイバン・ロドリゲスがフィラデルフィア・フィリーズ戦で通算550二塁打、史上23人目。
- 4月26日
  - ロサンゼルス・エンゼルス・オブ・アナハイムの松井秀喜が対クリーブランド・インディアンス戦でMLB通算1000安打[27]
- 4月29日
  - デトロイト・タイガースのマグリオ・オルドニェスがミネソタ・ツインズ戦で通算2000安打、史上260人目[28]。
- 5月12日
  - カンザスシティ・ロイヤルズのジェイソン・ケンドールがクリーブランド・インディアンス戦で通算250死球、史上5人目。
- 5月31日
  - ロサンゼルス・ドジャースのマニー・ラミレスがアリゾナ・ダイヤモンドバックス戦で通算550本塁打、史上14人目。
- 6月2日
  - ロサンゼルス・エンゼルス・オブ・アナハイムのボビー・アブレイユがカンサスシティ・ロイヤルズ戦で通算500二塁打、史上51人目。
- 6月28日
  - ミネソタ・ツインズのジム・トーミがデトロイト・タイガース戦で通算1500得点、史上69人目。
- 7月6日
  - デトロイト・タイガースのジョニー・デーモンがボルチモア・オリオールズ戦で通算2500安打、史上92人目[29]。
- 7月11日
  - シカゴ・ホワイトソックスのアンドリュー・ジョーンズがカンサスシティ・ロイヤルズ戦で通算400本塁打、史上46人目[30]。
- 7月24日
  - アトランタ・ブレーブスのブルックス・コンラッドがフロリダ・マーリンズ戦で史上5人目となるシーズン2本目の代打満塁本塁打を達成[31]。新人としては史上初。
- 7月28日
  - シカゴ・ホワイトソックスのポール・コネルコがシアトル・マリナーズ戦で通算350本塁打、史上80人目[32]。
- 7月31日
  - タンパベイ・レイズのカール・クロフォードがニューヨーク・ヤンキース戦で通算400盗塁、史上68人目[33]。
- 8月4日
  - ニューヨーク・ヤンキースのアレックス・ロドリゲスがトロント・ブルージェイズ戦で通算600本塁打、史上7人目[34]。35歳と8日での達成は史上最年少。
- 8月4日
  - アトランタ・ブレーブスのチッパー・ジョーンズがニューヨーク・メッツ戦で通算1500得点、史上70人目。
- 8月5日
  - シカゴ・ホワイトソックスのフアン・ピエールがデトロイト・タイガース戦で通算500盗塁、史上37人目[35]。
- 8月15日
  - セントルイス・カージナルスのアルバート・プホルスがシカゴ・カブス戦でシーズン30本塁打を放ち、新人からの連続30本塁打シーズン記録を10に更新[36]。新人からに限らない10シーズン連続30本塁打は史上4人目。
- 8月21日
  - サンディエゴ・パドレスのマット・ステアーズがトロント・ブルージェイズ戦で通算21本目の代打本塁打を放ち、クリフ・ジョンソンの保持していた代打本塁打MLB記録、20本を更新[37]。
- 8月26日
  - セントルイス・カージナルスのアルバート・プホルスがワシントン・ナショナルズ戦で通算400本塁打、史上47人目[38]。29歳と316日での達成は史上3番目の速さ。
- 8月29日
  - タンパベイ・レイズのカール・クロフォードがボストン・レッドソックス戦で通算100本目の本塁打を記録し、史上8人目の100三塁打100本塁打400盗塁を達成[39]。
- 9月5日
  - シカゴ・ホワイトソックスのアダム・ダンがピッツバーグ・パイレーツ戦で史上81人目の通算350本塁打を達成[39]。
- 9月06日
  - ニューヨーク・ヤンキースのアレックス・ロドリゲスがボルチモア・オリオールズ戦でシーズン100打点を記録し、MLB新記録となる14度目のシーズン100打点を達成[40]。
- 9月13日
  - フロリダ・マーリンズのダン・アグラがフィラデルフィア・フィリーズ戦でシーズン30本目の本塁打を放ち、シーズン30本塁打を4度記録した史上初の二塁手となった[41]。
- 9月19日
  - ロサンゼルス・エンゼルス・オブ・アナハイムのボビー・アブレイユがタンパベイ・レイズ戦でシーズン20本目の本塁打を放ち、史上3人目となる9度目の20-20（20本塁打と20盗塁）を達成[42]。
- 9月23日
  - シアトル・マリナーズのイチローがトロント・ブルージェイズ戦でシーズン200本目の安打を放ち、10度目のシーズン200安打を達成、ピート・ローズの持つMLB記録に並んだ[43]。
  - 同試合において、トロント・ブルージェイズのホセ・バティスタが史上26人目且つ史上42回目のシーズン50本塁打を達成[44]。
- 9月29日
  - ボストン・レッドソックスのデビッド・オルティーズがタンパベイ・レイズ戦で指名打者での通算1000打点、史上2人目[42]。
  - ニューヨーク・ヤンキースのアレックス・ロドリゲスがシカゴ・ホワイトソックス戦でシーズン30本塁打を記録し、自身の持っていた30本塁打100打点シーズン数のMLB記録を14に延ばした。
  - シンシナティ・レッズのジェイ・ブルースがヒューストン・アストロズ戦で史上5人目の地区優勝（地区制導入前のリーグ優勝含む）決定サヨナラホームランを放つ[45]。

### 主な投手の記録
- ポストシーズンを含め、6度のノーヒット・ノーランが達成され、うち2回は完全試合だった。
  - ノーヒットノーランを達成したのは、4月17日にウバルド・ヒメネス（COL）、6月25日にエドウィン・ジャクソン（ARI）、7月26日にマット・ガーザ（COL）、10月6日にディビジョンシリーズにおいてロイ・ハラデイ（PHI）だった。
  - 完全試合を達成したのは、5月9日にダラス・ブレイデン（OAK）、5月29日にロイ・ハラデイ（PHI）であった。
  - ロイ・ハラデイは1957年のドン・ラーセン（NYY）以来2人目のポストシーズンでのノーヒットノーラン達成投手であり、また、年2度の達成は1974年のノーラン・ライアン（CAL）以来であった（但しノーラン・ライアンの2度の達成はいずれもレギュラーシーズン）。
  - 6月2日には、デトロイト・タイガースのアーマンド・ガララーガ（DET）が誤審によって完全試合を逃す出来事があった。

- 5月7日
  - フィラデルフィア・フィリーズのジェイミー・モイヤーがアトランタ・ブレーブス戦において47歳と170日で完封試合を達成。サチェル・ペイジが1952年に達成した史上最高齢完封記録、46歳と75日を更新[46]。また、1980年代から2010年代にかけて、4つの年代で完封勝利を挙げた史上初の投手となった。
- 5月12日
  - ニューヨーク・メッツのティム・ウェイクフィールドがニューヨーク・ヤンキース戦で通算2000奪三振、史上64人目[47]。
- 5月22日
  - ボストン・レッドソックスのフランシスコ・ロドリゲスがトロント・ブルージェイズ戦で通算250セーブ、史上29人目。
- 5月23日
  - ミルウォーキー・ブルワーズのトレバー・ホフマンがミネソタ・ツインズ戦で通算1000登板、史上14人目[48]。
- 6月22日
  - フィラデルフィア・フィリーズのジェイミー・モイヤーがクリーブランド・インディアンス戦においてロビン・ロバーツの保持していたMLB記録に並ぶ通算505被本塁打を記録[49]。翌登板となった6月27日には新記録となる通算506被本塁打を記録。
- 6月25日
  - アトランタ・ブレーブスのビリー・ワグナーがデトロイト・タイガース戦で通算400セーブ、史上5人目[50]。
- 8月25日
  - シアトル・マリナーズのフェリックス・ヘルナンデスがボストン・レッドソックス戦で通算400セーブ、史上6人目[51]。
- 9月07日
  - ミルウォーキー・ブルワーズのトレバー・ホフマンがセントルイス・カージナルス戦で通算600セーブ、史上初[52]。
- 9月25日
  - テキサス・レンジャーズのネフタリ・フェリスがオークランド・アスレチックス戦で38セーブ目を達成、佐々木主浩（シアトル・マリナーズ）が2000年に達成したMLBの新人セーブ記録、37セーブを更新[53]。フェリスのこのシーズンの最終的なセーブ数は40（翌年にクレイグ・キンブレル（アトランタ・ブレーブス）が46セーブを挙げ更に記録を更新したため、現在でフェリスの40セーブはア・リーグ新人記録）。

### その他の記録
- 8月20日
  - ピッツバーグ・パイレーツがニューヨーク・メッツに2-7で敗れシーズン負け越しが決定し、MLBの連続負け越しシーズン記録を18に更新した[54]。また、このシーズンはビジターとして17勝64敗に終わり、1963年のNYMに並ぶ、ロードゲーム敗戦数のMLBタイ記録となった[55]。
- 9月21日
  - コロラド・ロッキーズ対アリゾナ・ダイヤモンドバックス戦において、6回にアダム・ラローシュ（ARI）がホルヘ・デラロサ（COL）に三振を喫したことでARIのシーズンチーム三振数が1400となり、2001年のミルウォーキー・ブルワーズのチーム三振数MLB記録の1399を更新した[56]。最終的なARIのシーズン三振数は1529であった。
- 9月25日
  - アトランタ・ブレーブスのボビー・コックス監督がワシントン・ナショナルズ戦で監督通算2500勝、史上4人目[57]。また、同29日にはシーズン90勝目を挙げ、ジョン・マグローに次いで、ジョー・マッカーシーに並ぶ史上2位タイとなる15度目のシーズン90勝となった。
- 9月30日
  - MILが史上4球団目となるシーズン250本目の本塁打を放った。最終的な本塁打数は257本であった。
  - BOSの本拠地球場フェンウェイ・パークによるMLB連続チケット完売記録が631に更新。
  - TEXが球団史上初のポストシーズンシリーズ勝利、ワールドシリーズ進出を達成した。

## 試合結果

### レギュラーシーズン
- 太字はポストシーズン進出チーム
- 括弧内数字はディビジョンシリーズでのシード順

| 順     | チーム                                     | 勝利   | 敗戦   | 勝率   | G差    |
| 東地区 | 東地区                                     | 東地区 | 東地区 | 東地区 | 東地区 |
| ------ | ------------------------------------------ | ------ | ------ | ------ | ------ |
| 1      | (1)タンパベイ・レイズ                      | 96     | 66     | .593   | –      |
| 2      | (4)ニューヨーク・ヤンキース                | 95     | 67     | .586   | 1      |
| 3      | ボストン・レッドソックス                   | 89     | 73     | .549   | 7      |
| 4      | トロント・ブルージェイズ                   | 85     | 77     | .525   | 11     |
| 5      | ボルチモア・オリオールズ                   | 66     | 96     | .407   | 30     |
| 中地区 |                                            |        |        |        |        |
| 1      | (2)ミネソタ・ツインズ                      | 94     | 68     | .580   | –      |
| 2      | シカゴ・ホワイトソックス                   | 88     | 74     | .543   | 6      |
| 3      | デトロイト・タイガース                     | 81     | 81     | .500   | 13     |
| 4      | クリーブランド・インディアンス             | 69     | 93     | .426   | 25     |
| 5      | カンザスシティ・ロイヤルズ                 | 67     | 95     | .414   | 27     |
|        |                                            |        |        |        |        |
| 西地区 |                                            |        |        |        |        |
| 1      | (3)テキサス・レンジャース                  | 90     | 72     | .556   | –      |
| 2      | オークランド・アスレチックス               | 81     | 81     | .500   | 9      |
| 3      | ロサンゼルス・エンゼルス・オブ・アナハイム | 80     | 82     | .494   | 10     |
| 4      | シアトル・マリナーズ                       | 61     | 101    | .377   | 29     |
|        |                                            |        |        |        |        |

| 順     | チーム                            | 勝利   | 敗戦   | 勝率   | G差    |
| 東地区 | 東地区                            | 東地区 | 東地区 | 東地区 | 東地区 |
| ------ | --------------------------------- | ------ | ------ | ------ | ------ |
| 1      | (1)フィラデルフィア・フィリーズ   | 97     | 65     | .599   | –      |
| 2      | (4)アトランタ・ブレーブス         | 91     | 71     | .562   | 6      |
| 3      | フロリダ・マーリンズ              | 80     | 82     | .494   | 17     |
| 4      | ニューヨーク・メッツ              | 79     | 83     | .488   | 18     |
| 5      | ワシントン・ナショナルズ          | 69     | 93     | .426   | 28     |
| 中地区 |                                   |        |        |        |        |
| 1      | (3)シンシナティ・レッズ           | 91     | 71     | .562   | –      |
| 2      | セントルイス・カージナルス        | 86     | 76     | .531   | 5      |
| 3      | ミルウォーキー・ブルワーズ        | 77     | 85     | .475   | 14     |
| 4      | ヒューストン・アストロズ          | 76     | 86     | .469   | 15     |
| 5      | シカゴ・カブス                    | 75     | 87     | .463   | 16     |
| 6      | ピッツバーグ・パイレーツ          | 57     | 105    | .352   | 34     |
| 西地区 |                                   |        |        |        |        |
| 1      | (2)サンフランシスコ・ジャイアンツ | 92     | 70     | .568   | –      |
| 2      | サンディエゴ・パドレス            | 90     | 72     | .556   | 2      |
| 3      | コロラド・ロッキーズ              | 83     | 79     | .512   | 9      |
| 4      | ロサンゼルス・ドジャース          | 80     | 82     | .494   | 12     |
| 5      | アリゾナ・ダイヤモンドバックス    | 65     | 97     | .401   | 27     |

- ワイルドカードはニューヨーク・ヤンキースとアトランタ・ブレーブスが獲得

### オールスターゲーム
- ナショナルリーグ 3 - 1 アメリカンリーグ

MVP：ブライアン・マッキャン（ATL）
- ホームランダービーはデビッド・オルティーズ（BOS）が優勝

### ポストシーズン
- 太字は勝利チーム

|  | ディビジョンシリーズ           | ディビジョンシリーズ           |                              |   | リーグチャンピオンシップシリーズ | リーグチャンピオンシップシリーズ |  |  | ワールドシリーズ | ワールドシリーズ |
|  |                                |                                |                              |   |                                  |                                  |  |  |                  |                  |
|  |                                |                                |                              |   |                                  |                                  |  |  |                  |                  |
|  |                                |                                |                              |   |                                  |                                  |  |  |                  |                  |
|  | タンパベイ・レイズ             | 2                              |                              |   |                                  |                                  |  |  |                  |                  |
|  | タンパベイ・レイズ             | 2                              |                              |   |                                  |                                  |  |  |                  |                  |
|  | テキサス・レンジャーズ         | 3                              |                              |   |                                  |                                  |  |  |                  |                  |
|  | テキサス・レンジャーズ         | 3                              | テキサス・レンジャーズ       | 4 |                                  |                                  |  |  |                  |                  |
|  | アメリカンリーグ               |                                | テキサス・レンジャーズ       | 4 |                                  |                                  |  |  |                  |                  |
|  |                                | ニューヨーク・ヤンキース       | 2                            |   |                                  |                                  |  |  |                  |                  |
|  | ミネソタ・ツインズ             | ニューヨーク・ヤンキース       | 2                            | 0 |                                  |                                  |  |  |                  |                  |
|  | ミネソタ・ツインズ             |                                |                              | 0 |                                  |                                  |  |  |                  |                  |
|  | ニューヨーク・ヤンキース       | 3                              |                              |   |                                  |                                  |  |  |                  |                  |
|  | ニューヨーク・ヤンキース       | 3                              | テキサス・レンジャーズ       | 1 |                                  |                                  |  |  |                  |                  |
|  |                                |                                | テキサス・レンジャーズ       | 1 |                                  |                                  |  |  |                  |                  |
|  |                                | サンフランシスコ・ジャイアンツ | 4                            |   |                                  |                                  |  |  |                  |                  |
|  | フィラデルフィア・フィリーズ   | サンフランシスコ・ジャイアンツ | 4                            | 3 |                                  |                                  |  |  |                  |                  |
|  | フィラデルフィア・フィリーズ   |                                |                              | 3 |                                  |                                  |  |  |                  |                  |
|  | シンシナティ・レッズ           | 0                              |                              |   |                                  |                                  |  |  |                  |                  |
|  | シンシナティ・レッズ           | 0                              | フィラデルフィア・フィリーズ | 2 |                                  |                                  |  |  |                  |                  |
|  | ナショナルリーグ               |                                | フィラデルフィア・フィリーズ | 2 |                                  |                                  |  |  |                  |                  |
|  |                                | サンフランシスコ・ジャイアンツ | 4                            |   |                                  |                                  |  |  |                  |                  |
|  | サンフランシスコ・ジャイアンツ | サンフランシスコ・ジャイアンツ | 4                            | 3 |                                  |                                  |  |  |                  |                  |
|  | サンフランシスコ・ジャイアンツ |                                |                              | 3 |                                  |                                  |  |  |                  |                  |
|  | アトランタ・ブレーブス         | 1                              |                              |   |                                  |                                  |  |  |                  |                  |
|  | アトランタ・ブレーブス         | 1                              |                              |   |                                  |                                  |  |  |                  |                  |

#### ディビジョンシリーズ

##### アメリカンリーグ
- レンジャーズ 3 - 2 レイズ

| 日付                         | 試合  | ビジター球団（先攻）   | スコア | ホーム球団（後攻）     | 開催球場                   |
| ---------------------------- | ----- | ---------------------- | ------ | ---------------------- | -------------------------- |
| 10月06日                     | 第1戦 | テキサス・レンジャーズ | 5-1    | タンパベイ・レイズ     | トロピカーナ・フィールド   |
| 10月07日                     | 第2戦 | テキサス・レンジャーズ | 6-0    | タンパベイ・レイズ     | トロピカーナ・フィールド   |
| 10月09日                     | 第3戦 | タンパベイ・レイズ     | 6-3    | テキサス・レンジャーズ | レンジャーズ・ボールパーク |
| 10月10日                     | 第4戦 | タンパベイ・レイズ     | 5-2    | テキサス・レンジャーズ | レンジャーズ・ボールパーク |
| 10月12日                     | 第5戦 | テキサス・レンジャーズ | 5-1    | タンパベイ・レイズ     | トロピカーナ・フィールド   |
| 勝者：テキサス・レンジャーズ |       |                        |        |                        |                            |

- ヤンキース 3 - 0 ツインズ

| 日付                           | 試合  | ビジター球団（先攻）     | スコア | ホーム球団（後攻）       | 開催球場               |
| ------------------------------ | ----- | ------------------------ | ------ | ------------------------ | ---------------------- |
| 10月06日                       | 第1戦 | ニューヨーク・ヤンキース | 6-4    | ミネソタ・ツインズ       | ターゲット・フィールド |
| 10月07日                       | 第2戦 | ニューヨーク・ヤンキース | 5-2    | ミネソタ・ツインズ       | ターゲット・フィールド |
| 10月09日                       | 第3戦 | ミネソタ・ツインズ       | 1-6    | ニューヨーク・ヤンキース | ヤンキー・スタジアム   |
| 勝者：ニューヨーク・ヤンキース |       |                          |        |                          |                        |

##### ナショナルリーグ
- レッズ 0 - 3 フィリーズ

| 日付                               | 試合  | ビジター球団（先攻）         | スコア | ホーム球団（後攻）           | 開催球場                             |
| ---------------------------------- | ----- | ---------------------------- | ------ | ---------------------------- | ------------------------------------ |
| 10月06日                           | 第1戦 | シンシナティ・レッズ         | 0-4    | フィラデルフィア・フィリーズ | シチズンズ・バンク・パーク           |
| 10月08日                           | 第2戦 | シンシナティ・レッズ         | 4-7    | フィラデルフィア・フィリーズ | シチズンズ・バンク・パーク           |
| 10月10日                           | 第3戦 | フィラデルフィア・フィリーズ | 2-0    | シンシナティ・レッズ         | グレート・アメリカン・ボール・パーク |
| 勝者：フィラデルフィア・フィリーズ |       |                              |        |                              |                                      |

- ブレーブス 1 - 3 ジャイアンツ

| 日付                                 | 試合  | ビジター球団（先攻）           | スコア | ホーム球団（後攻）             | 開催球場             |
| ------------------------------------ | ----- | ------------------------------ | ------ | ------------------------------ | -------------------- |
| 10月07日                             | 第1戦 | アトランタ・ブレーブス         | 0-1    | サンフランシスコ・ジャイアンツ | AT&Tパーク           |
| 10月08日                             | 第2戦 | アトランタ・ブレーブス         | 5-4    | サンフランシスコ・ジャイアンツ | AT&Tパーク           |
| 10月10日                             | 第3戦 | サンフランシスコ・ジャイアンツ | 3-2    | アトランタ・ブレーブス         | ターナー・フィールド |
| 10月11日                             | 第4戦 | サンフランシスコ・ジャイアンツ | 3-2    | アトランタ・ブレーブス         | ターナー・フィールド |
| 勝者：サンフランシスコ・ジャイアンツ |       |                                |        |                                |                      |

#### リーグチャンピオンシップシリーズ

##### アメリカンリーグ
- ヤンキース 2 - 4 レンジャーズ

| 日付                                                                         | 試合  | ビジター球団（先攻）     | スコア | ホーム球団（後攻）       | 開催球場                   |
| ---------------------------------------------------------------------------- | ----- | ------------------------ | ------ | ------------------------ | -------------------------- |
| 10月15日                                                                     | 第1戦 | ニューヨーク・ヤンキース | 6-5    | テキサス・レンジャーズ   | レンジャーズ・ボールパーク |
| 10月16日                                                                     | 第2戦 | ニューヨーク・ヤンキース | 2-7    | テキサス・レンジャーズ   | レンジャーズ・ボールパーク |
| 10月18日                                                                     | 第3戦 | テキサス・レンジャーズ   | 8-0    | ニューヨーク・ヤンキース | ヤンキー・スタジアム       |
| 10月19日                                                                     | 第4戦 | テキサス・レンジャーズ   | 10-3   | ニューヨーク・ヤンキース | ヤンキー・スタジアム       |
| 10月20日                                                                     | 第5戦 | テキサス・レンジャーズ   | 2-7    | ニューヨーク・ヤンキース | ヤンキー・スタジアム       |
| 10月23日                                                                     | 第6戦 | ニューヨーク・ヤンキース | 1-6    | テキサス・レンジャーズ   | レンジャーズ・ボールパーク |
| 勝者：テキサス・レンジャーズ（球団創設50年目で初） MVP：ジョシュ・ハミルトン |       |                          |        |                          |                            |

##### ナショナルリーグ
- ジャイアンツ 4 - 2 フィリーズ

| 日付                                                                    | 試合  | ビジター球団（先攻）           | スコア | ホーム球団（後攻）             | 開催球場                   | 開催球場 |
| ----------------------------------------------------------------------- | ----- | ------------------------------ | ------ | ------------------------------ | -------------------------- | -------- |
| 10月16日                                                                | 第1戦 | サンフランシスコ・ジャイアンツ | 4－3   | フィラデルフィア・フィリーズ   | シチズンズ・バンク・パーク |          |
| 10月17日                                                                | 第2戦 | サンフランシスコ・ジャイアンツ | 1－6   | フィラデルフィア・フィリーズ   | シチズンズ・バンク・パーク |          |
| 10月19日                                                                | 第3戦 | フィラデルフィア・フィリーズ   | 0－3   | サンフランシスコ・ジャイアンツ | AT&Tパーク                 |          |
| 10月20日                                                                | 第4戦 | フィラデルフィア・フィリーズ   | 5－6x  | サンフランシスコ・ジャイアンツ | AT&Tパーク                 |          |
| 10月21日                                                                | 第5戦 | フィラデルフィア・フィリーズ   | 4－2   | サンフランシスコ・ジャイアンツ | AT&Tパーク                 |          |
| 10月23日                                                                | 第6戦 | サンフランシスコ・ジャイアンツ | 3－2   | フィラデルフィア・フィリーズ   | シチズンズ・バンク・パーク |          |
| 優勝：サンフランシスコ・ジャイアンツ（8年ぶり21度目） MVP：コディ・ロス |       |                                |        |                                |                            |          |

#### ワールドシリーズ
| 日付                                                                    | 試合  | ビジター球団（先攻）           | スコア | ホーム球団（後攻）             | 開催球場                   |
| ----------------------------------------------------------------------- | ----- | ------------------------------ | ------ | ------------------------------ | -------------------------- |
| 10月27日                                                                | 第1戦 | テキサス・レンジャーズ         | 7－11  | サンフランシスコ・ジャイアンツ | AT&Tパーク                 |
| 10月28日                                                                | 第2戦 | テキサス・レンジャーズ         | 0－9   | サンフランシスコ・ジャイアンツ | AT&Tパーク                 |
| 10月30日                                                                | 第3戦 | サンフランシスコ・ジャイアンツ | 2－4   | テキサス・レンジャーズ         | レンジャーズ・ボールパーク |
| 10月31日                                                                | 第4戦 | サンフランシスコ・ジャイアンツ | 4－0   | テキサス・レンジャーズ         | レンジャーズ・ボールパーク |
| 11月01日                                                                | 第5戦 | サンフランシスコ・ジャイアンツ | 3－1   | テキサス・レンジャーズ         | レンジャーズ・ボールパーク |
| 優勝：サンフランシスコ・ジャイアンツ（6回目） MVP：エドガー・レンテリア |       |                                |        |                                |                            |

## 個人タイトル
| 野手成績         | 野手成績                   | 野手成績         | 野手成績         | 野手成績               | 野手成績         | 野手成績         |
| アメリカンリーグ | アメリカンリーグ           | アメリカンリーグ | アメリカンリーグ | ナショナルリーグ       | ナショナルリーグ | ナショナルリーグ |
| 項目             | 選手                       | 選手             | 記録             | 選手                   | 選手             | 記録             |
| ---------------- | -------------------------- | ---------------- | ---------------- | ---------------------- | ---------------- | ---------------- |
| 首位打者         | ジョシュ・ハミルトン       | TEX              | .359             | カルロス・ゴンザレス   | COL              | .336             |
| 最多本塁打       | ホセ・バティスタ           | TOR              | 54               | アルバート・プホルス   | STL              | 42               |
| 最多打点         | ミゲル・カブレラ           | DET              | 126              | アルバート・プホルス   | STL              | 118              |
| 最多盗塁         | フアン・ピエール           | CWS              | 68               | マイケル・ボーン       | HOU              | 52               |
| 投手成績         |                            |                  |                  |                        |                  |                  |
| アメリカンリーグ | アメリカンリーグ           | アメリカンリーグ | アメリカンリーグ | ナショナルリーグ       | ナショナルリーグ | ナショナルリーグ |
| 項目             | 選手                       | 選手             | 記録             | 選手                   | 選手             | 記録             |
| 最多勝利         | CC・サバシア               | NYY              | 21               | ロイ・ハラデイ         | PHI              | 21               |
| 最優秀防御率     | フェリックス・ヘルナンデス | SEA              | 2.27             | ジョシュ・ジョンソン   | FLA              | 2.30             |
| 最多奪三振       | ジェレッド・ウィーバー     | LAA              | 233              | ティム・リンスカム     | SF               | 231              |
| 最多セーブ投手   | ラファエル・ソリアーノ     | TB               | 45               | ブライアン・ウィルソン | SF               | 48               |

## 表彰

### 全米野球記者協会（BBWAA）表彰
| 表彰         | アメリカンリーグ                 | ナショナルリーグ        |
| ------------ | -------------------------------- | ----------------------- |
| MVP          | ジョシュ・ハミルトン (TEX)       | ジョーイ・ボット (CIN)  |
| サイヤング賞 | フェリックス・ヘルナンデス (SEA) | ロイ・ハラデイ (PHI)    |
| 最優秀新人賞 | ネフタリ・フェリス (TEX)         | バスター・ポージー (SF) |
| 最優秀監督賞 | ロン・ガーデンハイアー (MIN)     | バド・ブラック (SD)     |

### ゴールドグラブ賞
| ゴールドグラブ賞 | ゴールドグラブ賞           | ゴールドグラブ賞 | ゴールドグラブ賞              | ゴールドグラブ賞 |
|                  | アメリカンリーグ           | アメリカンリーグ | ナショナルリーグ              | ナショナルリーグ |
| ---------------- | -------------------------- | ---------------- | ----------------------------- | ---------------- |
| 投手             | マーク・バーリー           | CWS              | ブロンソン・アローヨ          | CIN              |
| 捕手             | ジョー・マウアー           | MIN              | ヤディアー・モリーナ          | STL              |
| 一塁手           | マーク・テシェイラ         | NYY              | アルバート・プホルス          | STL              |
| 二塁手           | ロビンソン・カノ           | NYY              | ブランドン・フィリップス (CIN |                  |
| 三塁手           | エバン・ロンゴリア         | TB               | スコット・ローレン            | CIN              |
| 遊撃手           | デレク・ジーター           | NYY              | トロイ・トゥロウィツキー      | COL              |
| 外野手           | イチロー                   | SEA              | カルロス・ゴンザレス          | COL              |
| 外野手           | カール・クロフォード       | TB               | マイケル・ボーン              | HOU              |
| 外野手           | フランクリン・グティエレス | SEA              | シェーン・ビクトリーノ        | PHI              |

### シルバースラッガー賞
| シルバースラッガー賞 | シルバースラッガー賞     | シルバースラッガー賞 | シルバースラッガー賞     | シルバースラッガー賞 |
| 守備位置             | アメリカンリーグ         | アメリカンリーグ     | ナショナルリーグ         | ナショナルリーグ     |
| -------------------- | ------------------------ | -------------------- | ------------------------ | -------------------- |
| 投手                 | -                        | -                    | ヨバニ・ガヤルド         | MIL                  |
| 捕手                 | ジョー・マウアー         | MIN                  | ブライアン・マッキャン   | ATL                  |
| 一塁手               | ミゲル・カブレラ         | DET                  | アルバート・プホルス     | STL                  |
| 二塁手               | ロビンソン・カノ         | NYY                  | ダン・アグラ             | FLA                  |
| 三塁手               | エイドリアン・ベルトレ   | BOS                  | ライアン・ジマーマン     | WSH                  |
| 遊撃手               | アレクセイ・ラミレス     | CWS                  | トロイ・トゥロウィツキー | COL                  |
| 外野手               | ジョシュ・ハミルトン     | TEX                  | カルロス・ゴンザレス     | COL                  |
| 外野手               | カール・クロフォード     | TB                   | ライアン・ブラウン       | MIL                  |
| 外野手               | ホセ・バティスタ         | TOR                  | マット・ホリデイ         | STL                  |
| 指名打者             | ブラディミール・ゲレーロ | TEX                  | -                        | -                    |

### その他表彰
| 表彰                     | アメリカンリーグ                   | ナショナルリーグ                   |
| ------------------------ | ---------------------------------- | ---------------------------------- |
| カムバック賞 (MLB)       | フランシスコ・リリアーノ （MIN）   | ティム・ハドソン （ATL）           |
| ハンク・アーロン賞       | ホセ・バティスタ （TOR）           | ジョーイ・ボット （CIN）           |
| エドガー・マルティネス賞 | ブラディミール・ゲレーロ （TEX）   | ブラディミール・ゲレーロ （TEX）   |
| ロベルト・クレメンテ賞   | ティム・ウェイクフィールド （BOS） | ティム・ウェイクフィールド （BOS） |
| ハッチ賞                 | ティム・ハドソン （ATL）           | ティム・ハドソン （ATL）           |

### プレイヤー・オブ・ザ・マンス
|     | アメリカンリーグ                  | アメリカンリーグ | ナショナルリーグ         | ナショナルリーグ |
|     | 選手                              | 球団             | 選手                     | 球団             |
| --- | --------------------------------- | ---------------- | ------------------------ | ---------------- |
| 4月 | ロビンソン・カノ                  | NYY              | ケリー・ジョンソン       | ARI              |
| 5月 | デビッド・オルティーズ            | BOS              | トロイ・グロース         | ARI              |
| 6月 | ジョシュ・ハミルトン              | TEX              | デビッド・ライト         | NYM              |
| 7月 | デルモン・ヤング ホセ・バティスタ | MIN TOR          | バスター・ポージー       | SF               |
| 8月 | ホセ・バティスタ                  | TOR              | アルバート・プホルス     | STL              |
| 9月 | アレックス・ロドリゲス            | NYY              | トロイ・トゥロウィツキー | COL              |

### ピッチャー・オブ・ザ・マンス
|     | アメリカンリーグ         | アメリカンリーグ | ナショナルリーグ     | ナショナルリーグ |
|     | 選手                     | 球団             | 選手                 | 球団             |
| --- | ------------------------ | ---------------- | -------------------- | ---------------- |
| 4月 | フランシスコ・リリアーノ | MIN              | ウバルド・ヒメネス   | COL              |
| 5月 | ジョン・レスター         | BOS              | ウバルド・ヒメネス   | COL              |
| 6月 | クリフ・リー             | SEA              | ジョシュ・ジョンソン | FLA              |
| 7月 | ガビン・フロイド         | CWS              | ロイ・ハラデイ       | PHI              |
| 8月 | クレイ・バックホルツ     | BOS              | ティム・ハドソン     | ATL              |
| 9月 | デビッド・プライス       | TB               | デレク・ロウ         | ATL              |

### ルーキー・オブ・ザ・マンス
|     | アメリカンリーグ         | アメリカンリーグ | ナショナルリーグ       | ナショナルリーグ |
|     | 選手                     | 球団             | 選手                   | 球団             |
| --- | ------------------------ | ---------------- | ---------------------- | ---------------- |
| 4月 | オースティン・ジャクソン | DET              | ジェイソン・ヘイワード | ATL              |
| 5月 | ブレナン・ボッシュ       | DET              | ジェイソン・ヘイワード | ATL              |
| 6月 | ブレナン・ボッシュ       | DET              | ギャビー・サンチェス   | FLA              |
| 7月 | ウェイド・デービス       | TB               | バスター・ポージー     | SF               |
| 8月 | ブライアン・マティス     | BAL              | ダニエル・ハドソン     | ARI              |
| 9月 | ネフタリ・フェリス       | TEX              | ペドロ・アルバレス     | PIT              |

### アメリカ野球殿堂入り表彰者
BBWAA投票
- アンドレ・ドーソン

ベテランズ委員会選出
- ホワイティ・ハーゾグ
- ダグ・ハーヴェイ

## 引退
- 1月05日 - ランディ・ジョンソン[58]
- 2月11日 - フランク・トーマス[59]。
- 2月23日 - アーロン・ブーン[60]。

## 参照元
1. ↑  ４００本塁打、３００盗塁のドーソン氏が殿堂入り スポーツニッポン2010年1月7日配信
2. ↑  ０８年に世界一、マイヤーズがアストロズへスポーツニッポン2010年1月9日配信
3. ↑  通算407発ゲレロがレンジャーズと合意日刊スポーツ2010年1月11日配信
4. ↑  “亡命１００マイルの男”チャプマンがレッズと契約へスポーツニッポン2010年1月11日配信
5. ↑  ５８３発男マグワイア氏涙の謝罪…薬物認めた スポーツニッポン2011年1月13日配信
6. ↑  “超強力火消し男”バルベルデがタイガースへスポーツニッポン2010年1月15日配信
7. ↑  イチローの元同僚右腕　今度は松井とチームメイトにスポーツニッポン2010年1月21日配信
8. ↑  テハダ、１３・３億円→５・６億円で古巣復帰 スポーツニッポン2010年1月25日配信
9. ↑  ガーランドがパドレスと契約合意スポーツニッポン2010年1月27日配信
10. 1 2  ＦＡ選手契約続々！アスレチックス　シーツと契約 スポーツニッポン
11. ↑  ヤ軍がウィン獲得…デーモンの残留消滅 スポーツニッポン2010年1月29日配信
12. ↑  薬物規定違反…２選手を５０試合出場停止処分 スポーツニッポン2010年1月30日配信
13. ↑  高橋尚　マイナー契約でメッツと合意スポーツニッポン 2月12日配信
14. ↑  サイ・ヤング賞投手ついに引退！社長特別補佐にスポーツニッポン 2月12日配信
15. ↑  レンジャーズのマイナー選手が薬物違反出場停止スポーツニッポン 2月12日配信
16. ↑  日刊スポーツ2010年2月17日配信
17. ↑  大リーグ年俸調停…球団側の「５勝３敗」にスポーツニッポン 2月20日配信
18. ↑  デーモンはタイガースに入団スポーツニッポン 2月23日配信
19. ↑  朴賛浩　ヤンキースと１年契約スポーツニッポン 2月22日配信
20. ↑  薬物出場停止　インディアンス・マイナー2選手スポーツニッポン 3月19日配信
21. ↑  日本はまだ大正時代　大リーグで８９年ぶり新記録スポーツニッポン 4月15日配信
22. ↑  6四球もへっちゃらさ！ドラフト外右腕　ノーヒットノーラン！スポーツニッポン 4月17日配信
23. ↑  まだ48歳ホテルで…球団社長急死スポーツニッポン 4月20日配信
24. ↑  “Agreement reached for sale of Rangers to Greenberg-Ryan group” (英語).   WFAA (2010年1月23日). 2013年12月19日閲覧。
25. ↑  “Rangers’ New Owners Are Approved” (英語).   The New York Times (2010年8月12日). 2013年12月19日閲覧。
26. ↑  “Manny reaches 2,500-hits milestone” (英語).   MLB.com (2010年4月11日). 2013年11月7日閲覧。
27. ↑  松井秀　メジャー通算1000安打達成！スポーツニッポン 4月26日配信
28. ↑  “Magglio Ordonez gets 2,000th hit of his career” (英語).   USA TODAY (2010年4月29日). 2013年11月7日閲覧。
29. ↑  “Tigers' Johnny Damon gets 2,500th hit, looks ahead to No. 3,000” (英語).   MLive.com (2010年7月6日). 2013年11月7日閲覧。
30. ↑  “Jones hits No. 400 vs. Royals” (英語).   ESPN (2010年7月11日). 2013年11月7日閲覧。
31. ↑  “Conrad relishes chance to contribute” (英語).   ESPN (2010年7月25日). 2013年11月7日閲覧。
32. ↑  “Konerko's 350th homer” (英語).   MLB.com (2010年7月29日). 2013年11月7日閲覧。
33. ↑  “Carl Crawford swipes 400th career stolen base” (英語).   NBC SPORTS (2010年8月1日). 2013年11月7日閲覧。
34. ↑  “A-Rod youngest in history to 600 homers” (英語).   MLB.com (2010年8月4日). 2013年11月7日閲覧。
35. ↑  “Juan Pierre Steals 500th Base” (英語).   CBS Chicago (2010年8月5日). 2013年11月7日閲覧。
36. ↑  “Albert Pujols extends MLB HR record” (英語).   ESPN (2010年8月15日). 2013年11月7日閲覧。
37. ↑  “Matt Stairs hits record 21st PH HR” (英語).   ESPN (2010年8月22日). 2013年11月7日閲覧。
38. ↑  “Pujols Hits 400th Home Run” (英語).   The New York Times (2010年8月26日). 2013年11月7日閲覧。
39. 1 2  “Crawford's 100th HR puts him in elite group” (英語).   MLB.com (2010年8月30日). 2013年11月7日閲覧。
40. ↑  “New York Yankees slugger Alex Rodriguez makes history with 14th season of 100 RBI” (英語).   Daily News America (2010年9月7日). 2013年11月7日閲覧。
41. ↑  “Dan Uggla gets 4th straight 30-HR year” (英語).   ESPN (2010年9月13日). 2013年11月7日閲覧。
42. 1 2  “Stat Speak: Cubs' 'Wildfire' a 20-20 visionary” (英語).   MLB.com (2010年9月20日). 2013年11月7日閲覧。
43. ↑  “Ichiro ties record with 10th 200-hit season” (英語).   MLB.com (2010年9月23日). 2013年11月7日閲覧。
44. ↑  “Bautista joins elite class with homer No. 50” (英語).   MLB.com (2010年9月23日). 2013年11月7日閲覧。
45. ↑  “Jay Bruce Walk-Off Homer Wins NL Central for Cincinnati Reds” (英語).   Bleacher Report (2010年9月29日). 2013年11月7日閲覧。
46. ↑  “Phillies' Jamie Moyer, 47, becomes majors' oldest to toss shutout” (英語).   The Seatle Times (2010年5月7日). 2013年11月7日閲覧。
47. ↑  “Wakefield gets 2,000th strikeout” (英語).   ESPN (2010年5月12日). 2013年11月7日閲覧。
48. ↑  “Milwaukee Brewers' Trevor Hoffman Pitches 1,000 Games, but Does It Matter?” (英語).   MLB.com (2010年5月23日). 2013年11月7日閲覧。
49. ↑  “Jamie Moyer's home runs allowed, by the numbers” (英語).   Bleacher Report (2010年6月22日). 2013年11月7日閲覧。
50. ↑  “Closer Billy Wagner gets 400th save in Braves' 3-1 win” (英語).   USA TODAY (2010年6月26日). 2013年11月7日閲覧。
51. ↑  “Felix Hernandez becomes fourth-youngest pitcher to record 1,000 strikeouts” (英語).   NBC Sports (2010年8月26日). 2013年11月7日閲覧。
52. ↑  “Trevor Hoffman collects 600th save” (英語).   ESPN (2010年9月8日). 2013年11月7日閲覧。
53. ↑  “Feliz named AL Rookie of Month for September” (英語).   MLB.com (2010年10月4日). 2013年11月7日閲覧。
54. ↑  “Recap: NYM 7, PIT 2” (英語).   MLB.com (2010年8月21日). 2013年12月3日閲覧。
55. ↑  “Pirates Tie Record With 64th Road Loss” (英語).   CBS Pittsburg (2010年10月3日). 2013年12月3日閲覧。
56. ↑  “D-backs set single-season strikeout record” (英語).   MLB.com (2010年9月21日). 2013年12月3日閲覧。
57. ↑  “Bobby Cox Wins 2,500th Game” (英語).   CBS New York (2010年9月25日). 2013年12月3日閲覧。
58. ↑  ついに…奪三振4875！ランディ・ジョンソン引退表明スポーツニッポン2010年1月5日配信
59. ↑  通算５２１本塁打のトーマスが引退決意スポーツニッポン 2月13日配信
60. ↑  心臓手術を受けた名プレーヤー、ついに引退決意スポーツニッポン 2月24日配信